# مارا لين
مارا لين (بالألمانية: Mara Lane)‏ هي ممثلة نمساوية، ولدت في 1 أغسطس 1930 بفيينا في النمسا.

## وصلات خارجية
- مارا لين على موقع IMDb (الإنجليزية)
- مارا لين على موقع ألو سيني (الفرنسية)
- مارا لين على موقع أول موفي (الإنجليزية)
- مارا لين على موقع قاعدة بيانات الأفلام السويدية (السويدية)
- مارا لين على موقع قاعدة بيانات الفيلم (الإنجليزية)
- مارا لين على موقع كينوبويسك (الروسية)